# Бражинці
Бражи́нці — село в Україні, у Полонській міській громаді Шепетівського району Хмельницької області.

## Географія
Селом протікає річка Деревичка.

## Історія
В історичних джерелах село згадується в 1770 році.
У 1906 році село Деревицької волості Новоград-Волинського повіту Волинської губернії. Відстань від повітового міста 76 верст, від волості 5. Дворів 213, мешканців 1241.
7 (20) листопада 1917 року, відповідно до Третього Універсалу Української Центральної Ради, увійшло до складу Української Народної Республіки.
Село постраждало в часі Голодомору 1932—1933 років, за різними даними, померло до 100 осіб.
В селі розташована центральна садиба фермерського господарства «Золота Роса», який має рослинницько-тваринницький напрям, користується 3 тис. га орної землі. Господарство розводить високопродуктивну породу свиней, раніше до 2021 року вирощували українську білоголову породу корів.
У Бражинцях є школа гімназія, клуб, бібліотека, українська православна церква (до літа 2022 року — російська православна церква). Діють фельдшерсько-акушерський пункт.
12 червня 2020 року, відповідно до розпорядження Кабінету Міністрів України № 727-р «Про визначення адміністративних центрів та затвердження територій територіальних громад Хмельницької області», увійшло до складу Полонської міської територіальної громади.
19 липня 2020 року, в результаті адміністративно-територіальної реформи та ліквідації Полонського району, село увійшло до складу Шепетівського району.

## Населення

### Мова
Розподіл населення за рідною мовою за даними перепису 2001 року:
| Мова       | Кількість | Відсоток |
| ---------- | --------- | -------- |
| українська | 548       | 99.46%   |
| російська  | 3         | 0.54%    |
| Усього     | 551       | 100%     |

## Культурна спадщина села Бражинці
Пам'ятник воїнам-землякам розташований у селі Бражинці Шепетівського району Хмельницької області. Пам'ятник відкрито 7 листопада 1967 року на честь 50-річчя радянської влади. Пам'ятник збудований місцевими майстрами. Пам'ятник є обеліском, увінчаний п'ятипроменевою зіркою. На чотирьох гранях обеліска встановлені меморіальні плити з написами: «Спіть спокійно, ми ваш спокій зберігаємо», Пам'ятник збудований на честь 50-річчя радянської влади 7 листопада 1967 року. На згадку воїнам-односельцям та воїнам, які загинули за визволення рідного села. Від вдячних колгоспників колгоспу «Жовтень», «Вічна слава героям, які загинули в боротьбі за честь і свободу нашої Вітчизни», «І мертві ми вічно будемо в частинці вашого великого щастя, тому що ми вклали в нього наше життя. Юліус Фучик» та прізвищами 245 воїнів-земляків (село Браженці — 136, село Кипченень (Кипченці) — 82, село Фадіївка — 27), загиблих на фронтах Німецько-радянської війни 1941—1945 років. Пам'ятний знак у 1945 р. селі Бражинці є пам'яткою історії та об'єктом культурної спадщини України місцевого значення.
Млин
Водяний млин села Бражинці раніше підпорядковувався колгоспу «Жовтень» згодом перестав функціонувати і не перейшов у підпорядкування його наступнику, фермерському господарству «Золота Роса». Млин є двох поверховою цегляною будівлею, має два входи, один для можливості в'їзду кіньми та іншим транспортом, а також парадний вхід. Раніше млин функціонував завдяки потоку води з дамби, яка допомагала обертатися лопастям, згодом почав функціонувати завдяки електроенергії. Під час наступу російських військ у лютому 2022 року біля млина було розгорнуто пункт територіальної оборони за рекомендаціями влади села.
Пам'ятник матері Божій
Цю пам'ятку архітектури села збудовано для місцевих християн.
Пам'ятник збудовано в католицькому стилі, матір Божа Марія, яка стоїть на глобусі, що символізує весь християнський світ, і змія, що повзе по цьому глобусі, символізує зло від якого захищає свята Марія, сама постать Марії стоїть під золотим куполом, що тримається на п'ятьох колонах, біля Святої Марії поставлено хрест на якому розіп'ято Сина Божого, як пам'ять жертви за краще майбутнє.
Цю пам'ятку архітектури села збудував Козельський Віктор Генріхович.

## Відомі уродженці
- Грош Сергій Іванович (1911—1990) — український художник, живописець, Заслужений діяч мистецтв УРСР.
- Максименко Микола Олексійович — викладач Житомирського технологічного коледжу.
- Дзьобань Олександр Петрович уродженець с. Бражинці (20. 02. 1966 Шепетів., нині Полон. р-ну Хмельн. обл.) – філософ. Доктор філософських наук (2005), професор (2007)
- Грош Іван Васильович народився в с. Бражинці.  (1948 - 2015) полковник, начальник управління ВВ МВС України (1998)

## Галерея

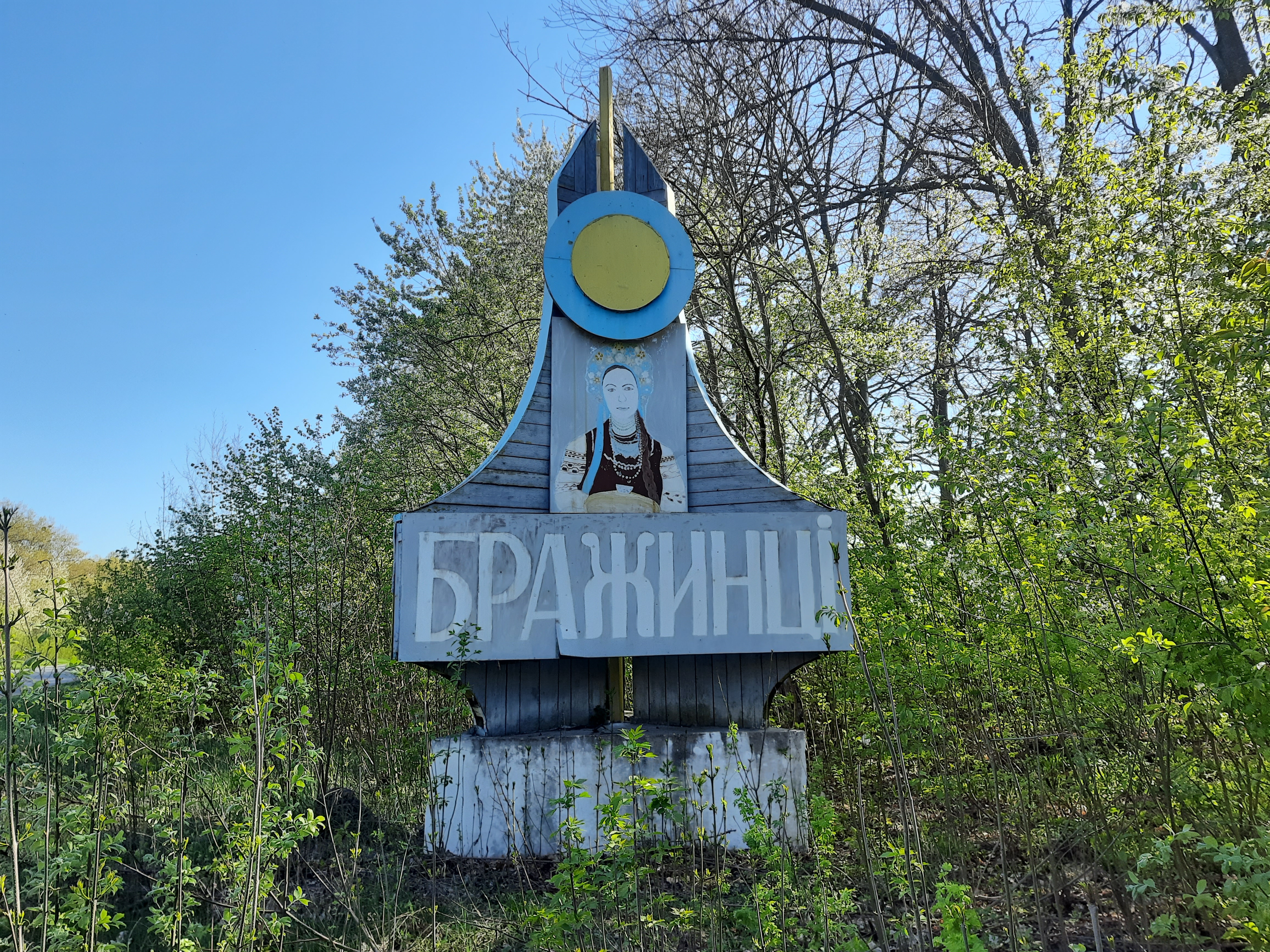
В'їзд у село
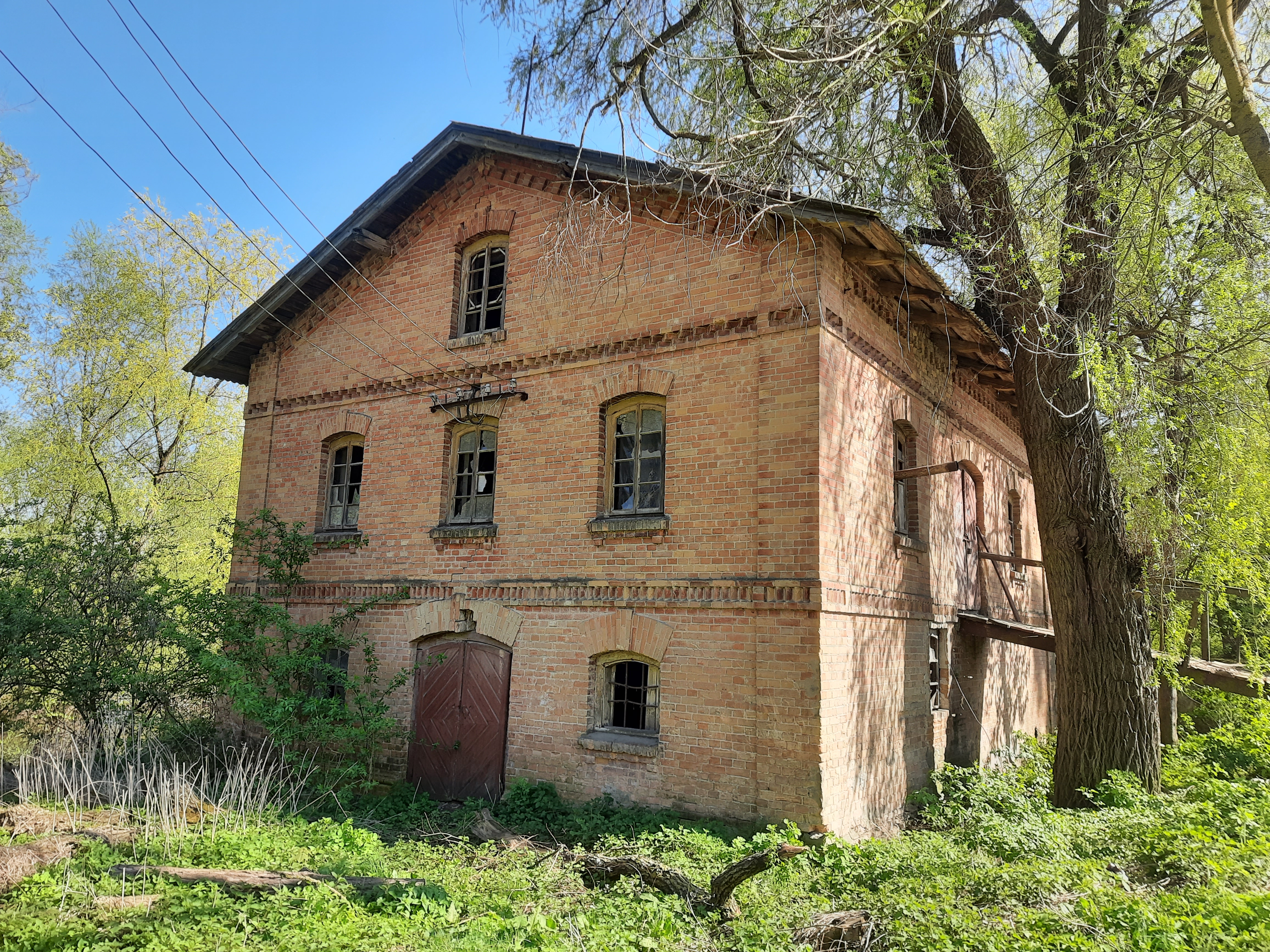
Старий млин
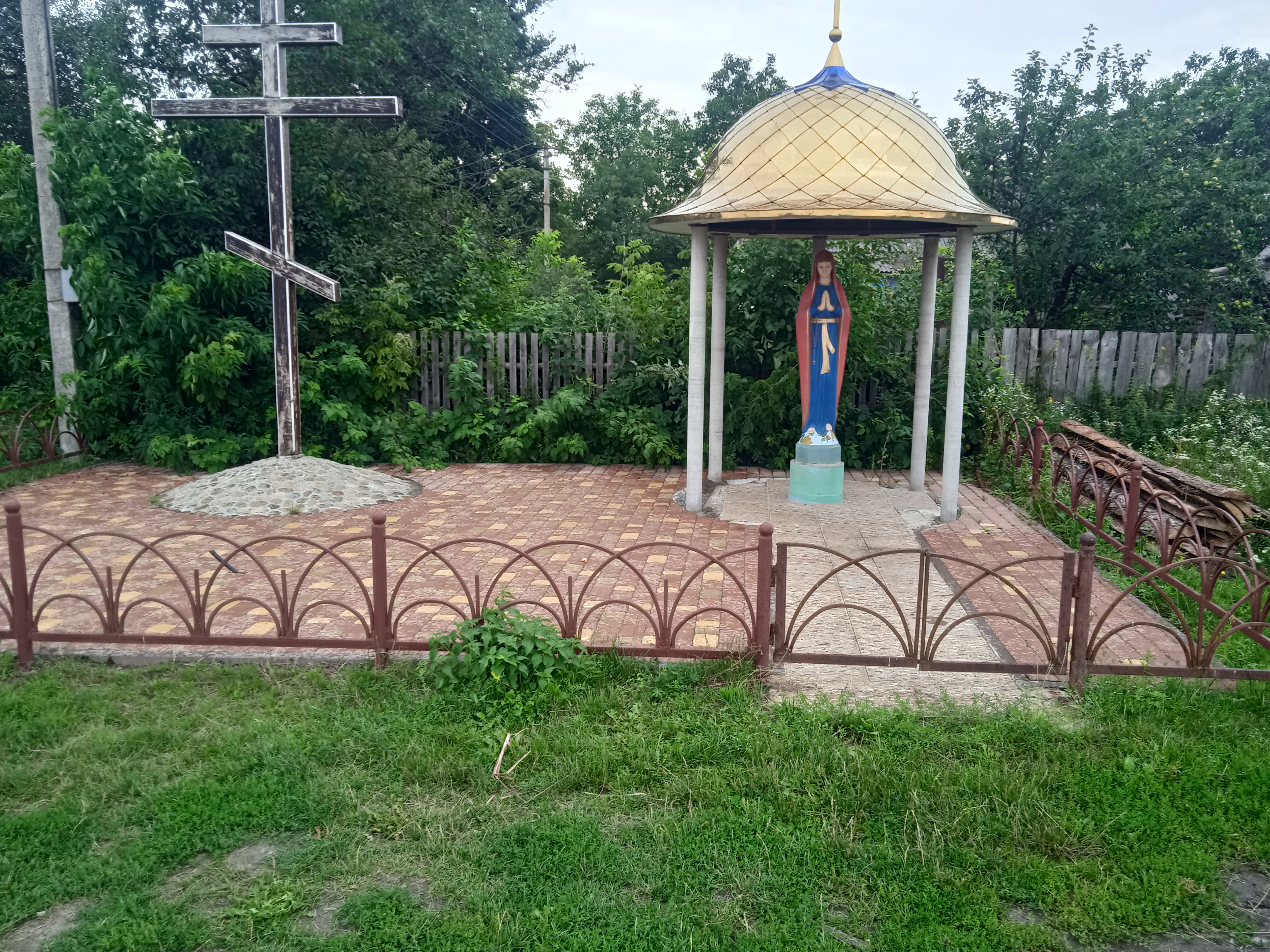
Пам'ятка архітектури села
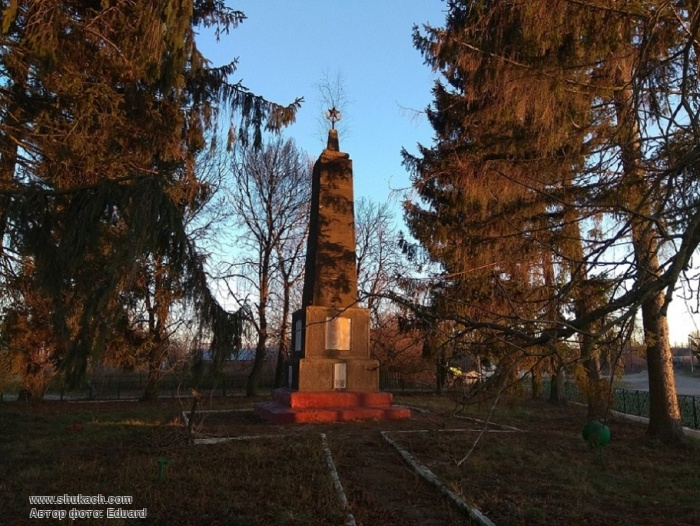
Пам'ятник воїнам-землякам
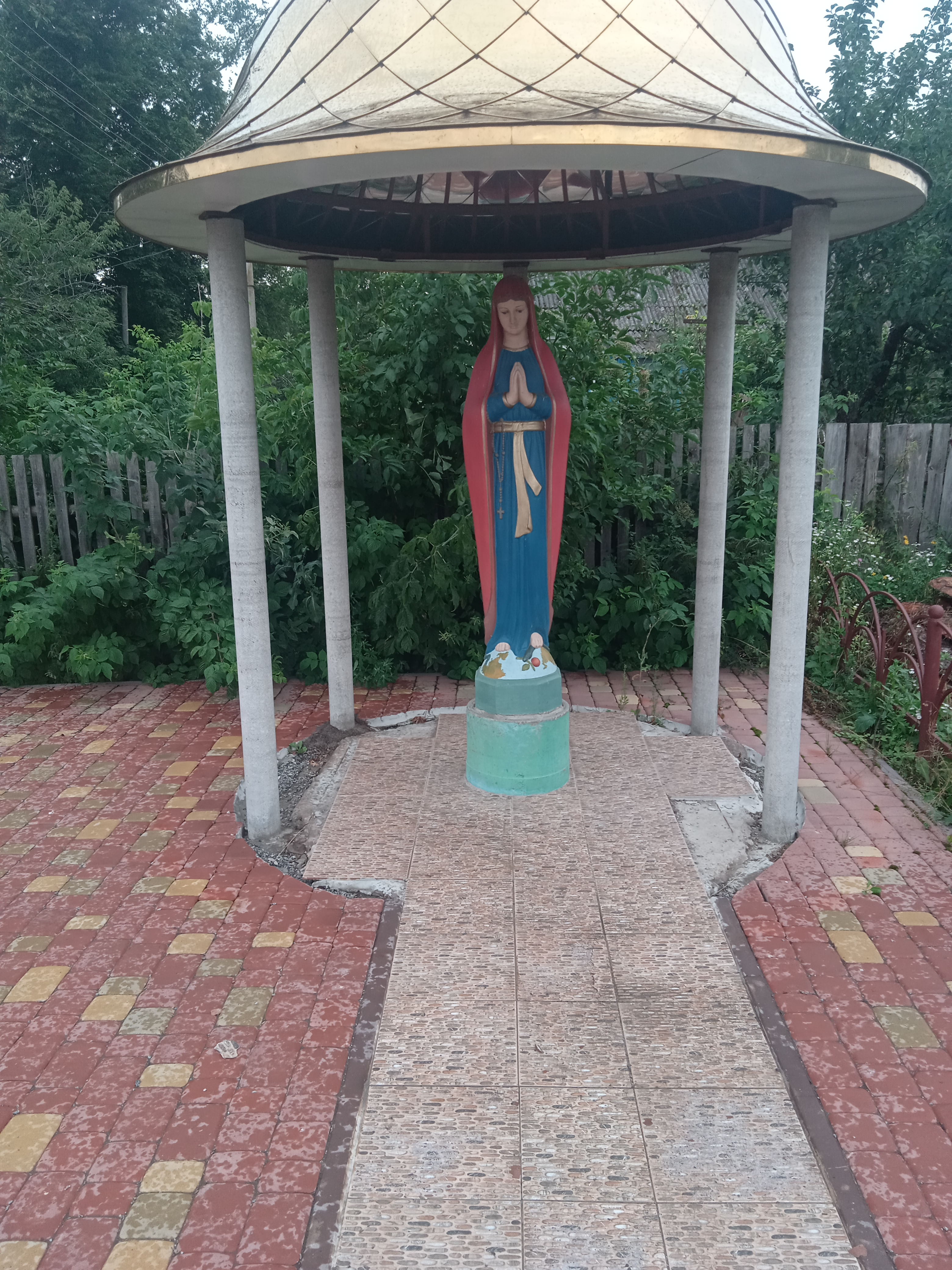
Пам'ятних матері Божій
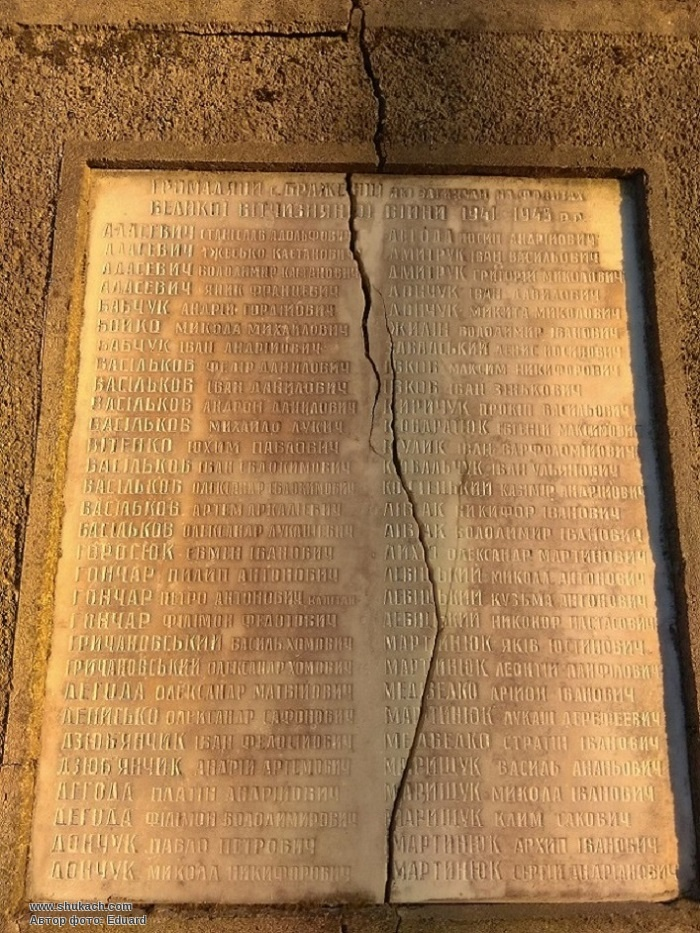
Пам'ятка